# Miosix
Miosix è un sistema operativo per microcontrollori a 32 bit, pensato per eseguire codice C/C++ su calcolatori dotati di poche risorse e privi di unità di gestione della memoria. Il progetto è in sviluppo sin dal 2008, ed è conosciuto in ambiente universitario.

## Funzionalità
Il progetto è focalizzato sul rendere il più possibile portabile il codice scritto per altre architetture sul microcontrollore, effettuando modifiche minime. Miosix gestisce infatti un filesystem, thread e una implementazione preliminare per la gestione dei processi (nonostante i limiti imposti dalla mancanza della MMU nei microcontrollori), oltre che fornire delle API per l'accesso all'hardware a basso livello, inoltre permette di usare le stesse librerie standard del C o C++, creando un ambiente di sviluppo simile a quello che si avrebbe in una piattaforma di tipo UNIX.
Il kernel deve essere compilato insieme al proprio codice, in modo che esso possa avvenire il linking statico con le funzioni offerte dal kernel stesso o dalle librerie standard del C o del C++.